# Ecorregión terrestre sabanas chacoserranas
La ecorregión terrestre sabanas chacoserranas, también denominada —en una manera más restrictiva— provincia biogeográfica de Comechingones (en inglés Córdoba montane savanna) (NT0706) es una georregión ecológica situada en sierras del centro de la Argentina. Se la incluye entre los pastizales, sabanas y matorrales tropicales y subtropicales del neotrópico de la ecozona Neotropical.

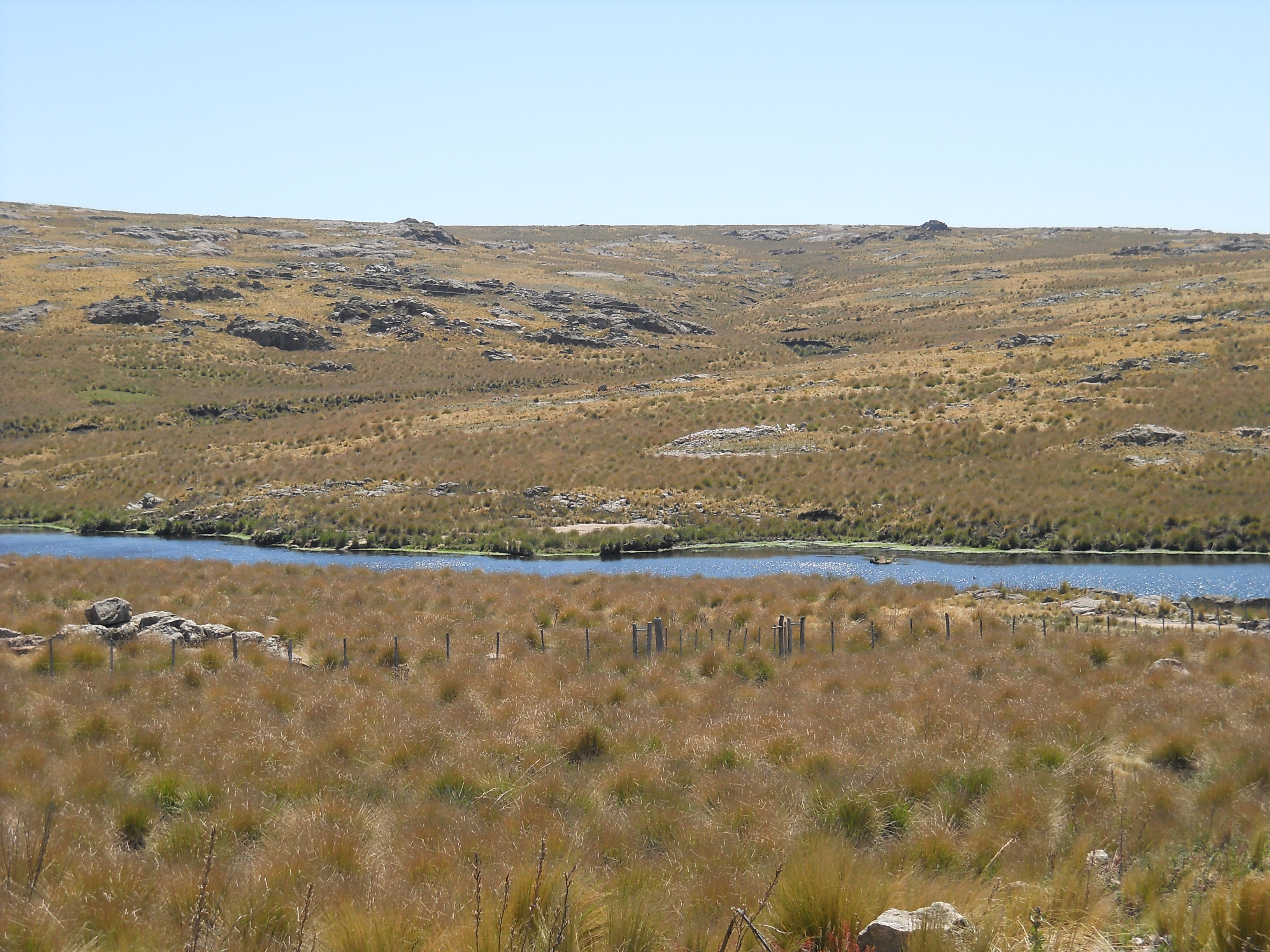
El altiplano extrandino denominado pampa de Achala es el centro de endemismos más importante de esta ecorregión.

## Distribución

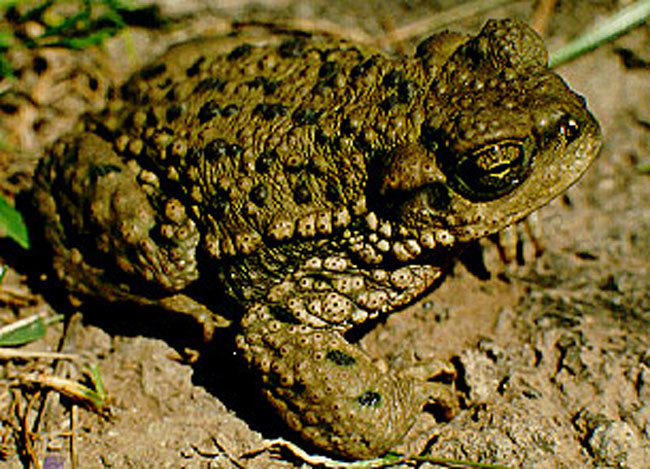
El sapito achaleño (Rhinella achalensis) es una especie de anfibio endémico de esta ecorregión.

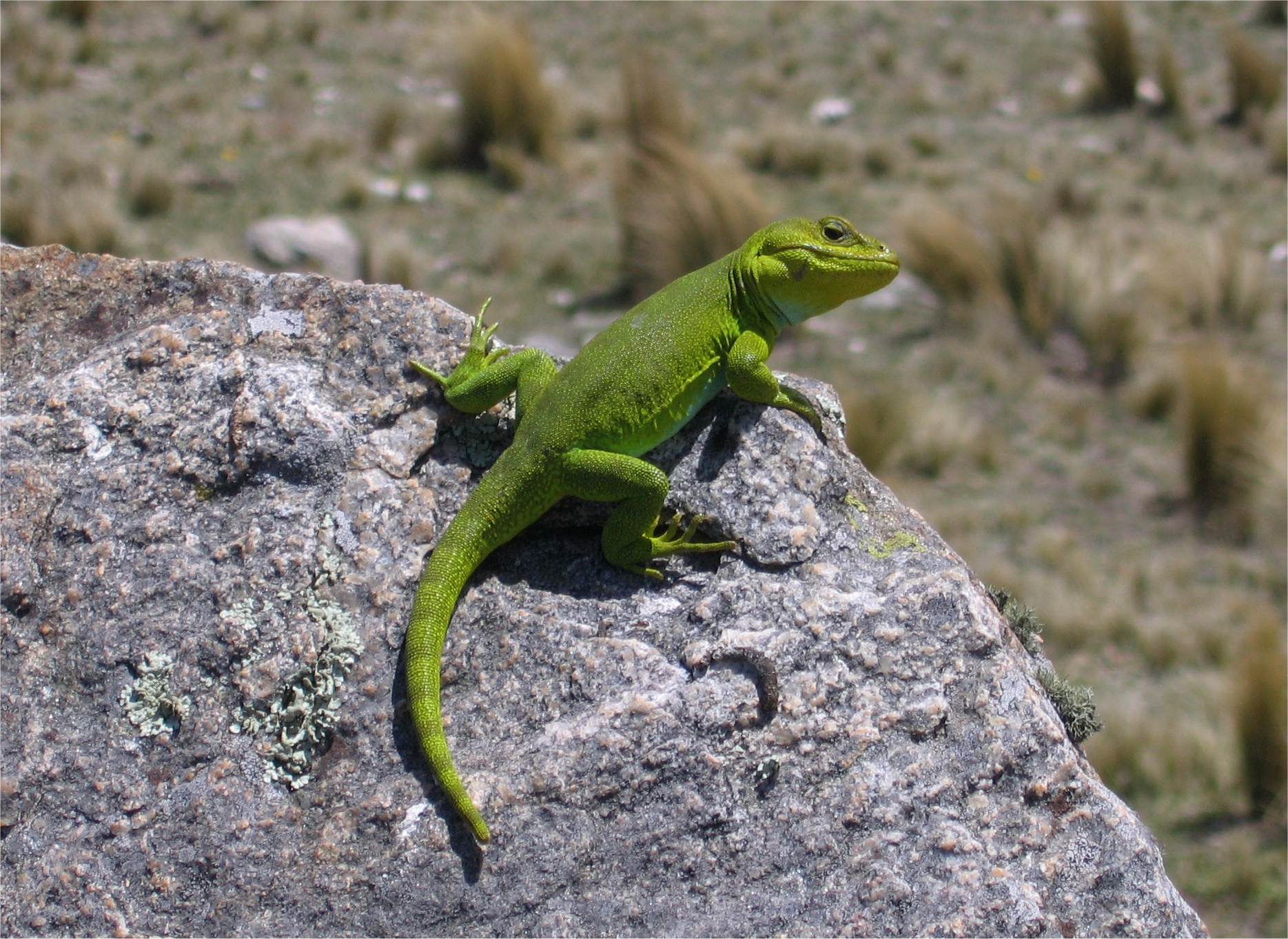
Lagarto verde de Achala (Pristidactylus achalensis), un endemismo de esta ecorregión.

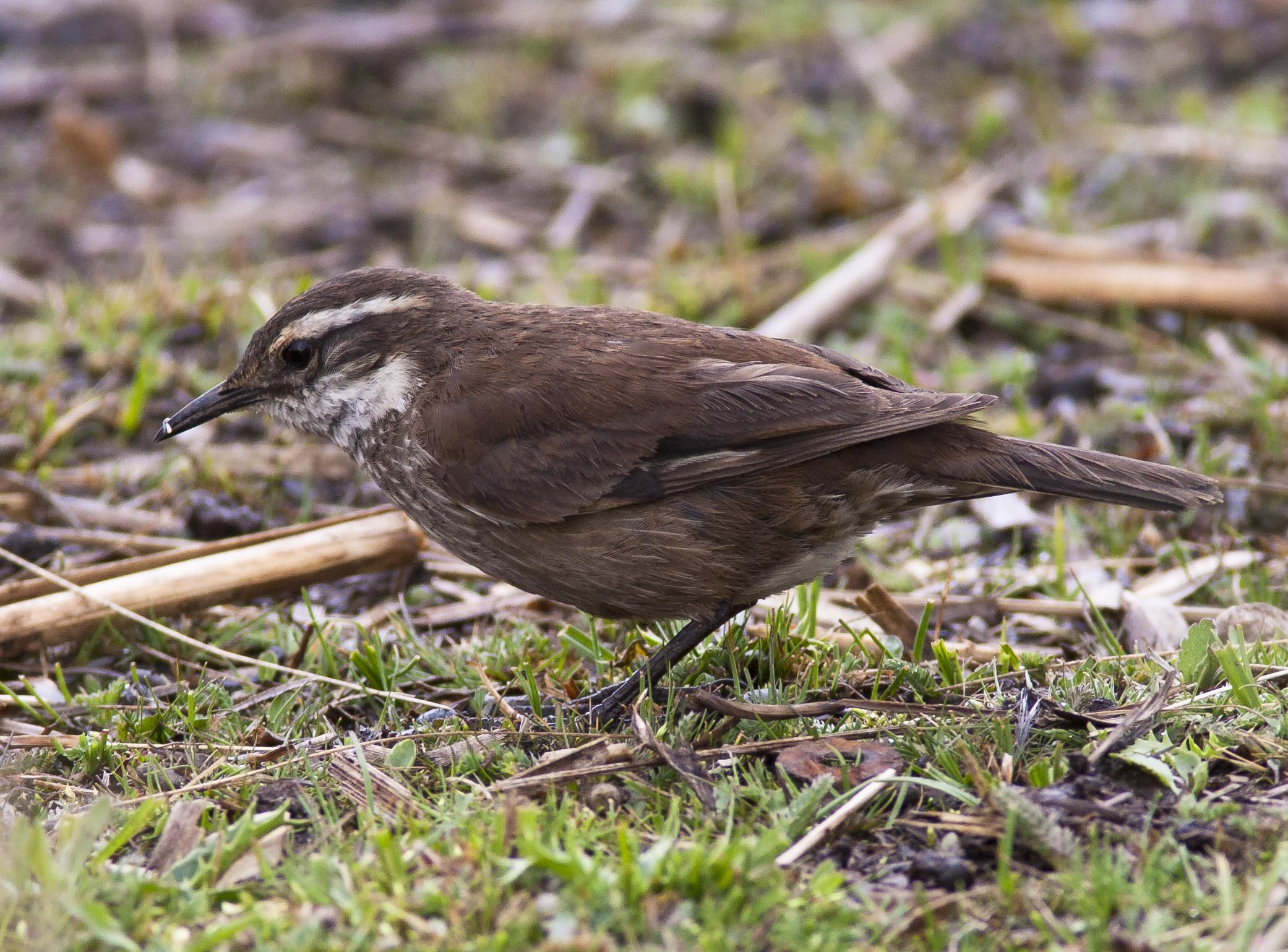
Remolinera chocolate (Cinclodes olrogi), un ave endémica de esta ecorregión.

Se distribuye de manera exclusiva en el centro-oeste de la Argentina, en altitudes comprendidas entre los 700 a los 2700 m s. n. m.. Se la encuentra en el sudeste de Catamarca, este de La Rioja, este de San Juan, sur de Santiago del Estero, norte de San Luis, y norte de Córdoba.

## Características geográficas
En los cordones serranos abundan los suelos rocosos, con un perfil de materia orgánica de pocos centímetros, aunque en las mesetas de altura es algo mayor, y están compuestos por materiales finos de tipo loéssico, como resultado de los aportes eólicos.

## Características biológicas

### Flora
Esta ecorregión serrana posee ecosistemas arbóreos a menor altitud, en los cuales domina el Horcoquebracho. Al ir subiendo las sierras pasan a dominar especies arbustivas, hasta que finalmente se presenta formando dilatados pastizales esteparios en las mesetas altoserranas.  
Fitogeográficamente se corresponde al sector austral del distrito fitogeográfico chaqueño serrano de la provincia fitogeográfica chaqueña.

### Fauna
Aves
La ecorregión cuenta con 11 subespecies y una especie de aves endémicas. Mayormente poseen linaje andino-patagónico. Entre ellas se encuentran la remolinera chocolate (Cinclodes olrogi) y la remolinera castaña (Cinclodes atacamensis schocolatinus). Los paredones más inaccesibles son utilizados como sitios de nidificación por el águila escudada (Geranoaetus melanoleucus), el halcón peregrino (Falco peregrinus), y el cóndor andino (Vultur gryphus), el cual es la especie más emblemática de la zona, siendo esta el área de distribución más oriental de esta enorme ave voladora.
Mamíferos
Entre los mamíferos destaca la subespecie endémica es el zorro colorado (Lycalopex culpaeus smithersi), el puma argentino (Puma concolor cabrerae), el gato montés (Leopardus geoffroyi), etc. Se ha reincorporado al guanaco austral Lama guanicoe guanicoe.
Reptiles
Entre los reptiles destaca una especie de saurio endémica: el lagarto verde de achala (Pristidactylus achalensis). La yarará ñata (Bothrops ammodytoides) es la única víbora venenosa.
Anfibios
Entre los anfibios se encuentran especies endémicas, como la ranita de zarzal (Hypsiboas cordobae), el sapito achaleño (Rhinella achalensis), el escuercito achaleño (Odontophrynus achalensis) y 2 especies del género Pleurodema: P. cordobae y P. kriegi.